# Marino Marini (sculpteur)
Pour les articles homonymes, voir Marino Marini et Marini.
 (mai 2017).
Si vous disposez d'ouvrages ou d'articles de référence ou si vous connaissez des sites web de qualité traitant du thème abordé ici, merci de compléter l'article en donnant les références utiles à sa vérifiabilité et en les liant à la section « Notes et références ».
Marino Marini, né le 27 février 1901 à Pistoia (Toscane) et mort le 6 août 1980 à Viareggio, est un sculpteur et un peintre italien.

## Biographie

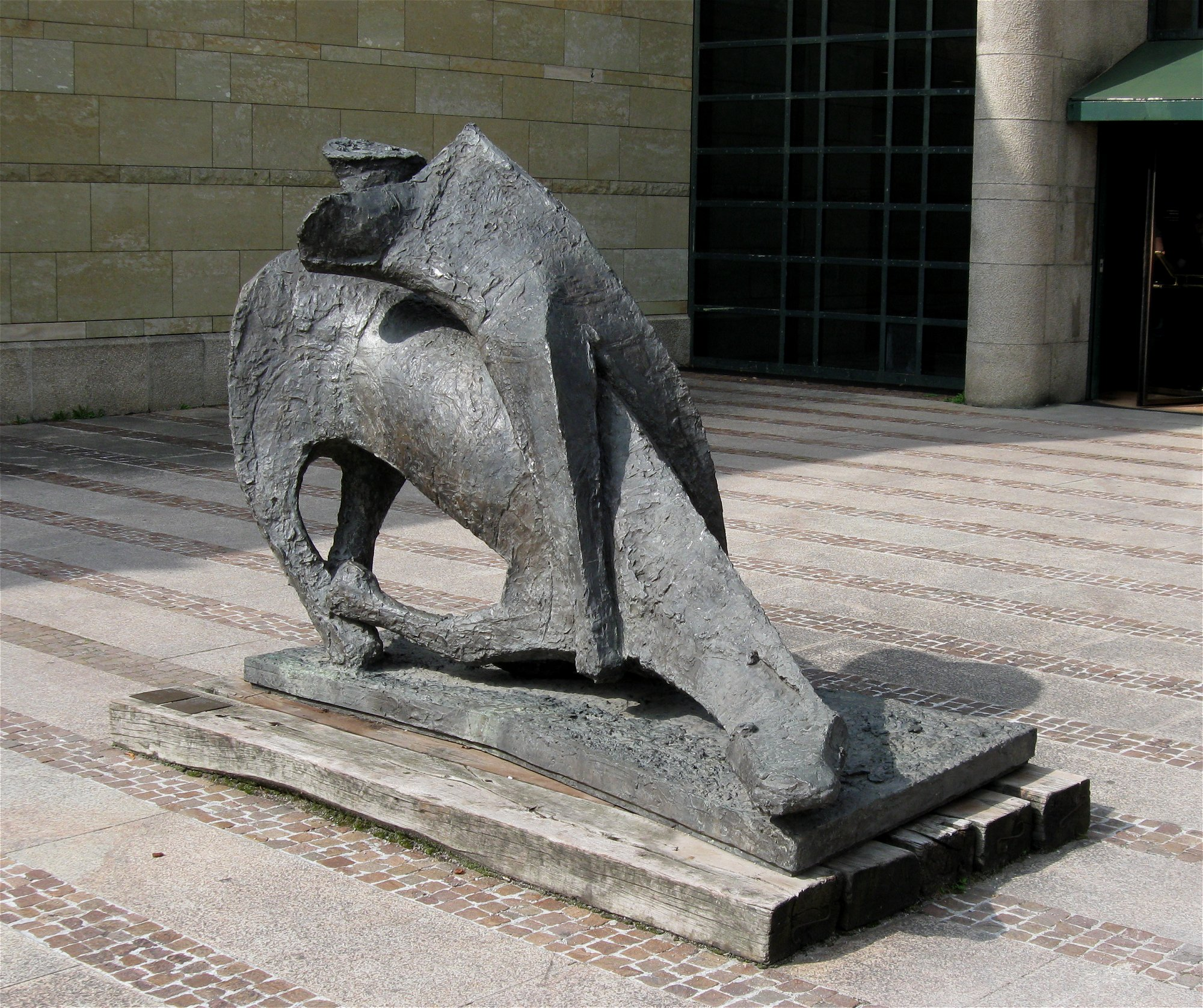
Miracolo (1959-1960), Munich, Neue Pinakothek.

Né à Pistoia, en Toscane, Marino Marini entre en 1917 à l'Académie des beaux-arts de Florence pour suivre les cours de peinture de Galileo Chini et de sculpture de Domenico Trentacoste. 
Il est invité par Arturo Martini en 1929 à venir enseigner à Monza (près de Milan) à la Villa Reale. Il expose à Nice avec le groupe Novecento, voyage à Paris et reçoit son premier prix à la Quadriennale de Rome pour son travail.
Marié en 1938 à Mercedes Pedrazzini (1913-2008), qui devient une muse fidèle, Marino Marini quitte Villa Reale en 1940 pour la chaire de sculpture de l'académie de Brera à Milan où il demeure jusqu'en 1943 avant de partir en Suisse après la destruction de son étude. Il revoit ou rencontre des amis tels que Fritz Wotruba, Germaine Richier (dont il sculpta une tête en 1945), Alberto Giacometti, Haller et Otto Bänninger. 
Une salle lui est consacrée à la 24e Biennale de Venise en 1948. Il rencontre alors Henry Moore qui devient un ami fidèle, et le marchand américain Curt Valentin qui organise son exposition à New York en 1950.
Il reçoit le prix Antonio-Feltrinelli en 1952.
De plus en plus demandé en Europe du Nord, il est exposé en 1973 à la galerie d'art moderne de Milan pour ses portraits, et à la Neue Pinakothek à Munich en 1976, au Japon en 1978 pour ses sculptures et des estampes à la Galerie 2016 en 1979 à Hauterive (Neuchâtel).
À Florence, le Musée Marino Marini (it) lui est consacré, et Pistoia a créé un centre de documentation autour de ses œuvres (Centro di documentazione dell'opera di Marino Marini).

## Distinctions
- Pour le Mérite